# 大岭头岗遗址
大岭头岗遗址，位于中国广东省河源市和平县林寨镇，为河源市和平县的一个县级文物保护单位，类型为古遗址，公布时间为1986年9月。
大岭头岗遗址的历史年代为战国。